# Snåsa
64°14′45″N 12°22′40″Ø / 64.24583°N 12.37778°Ø
Snåsa (sydsamisk Snåase) er en kommune i Trøndelag fylke i Norge. Den grænser i nord til Overhalla og Grong, i øst til Lierne, i syd til Sverige og Verdal, og i vest til Steinkjer. Højeste punkt er Skjækerhatten der er 1.138 moh.
Snåsa er et hovedområde for sydsamisk sprog, og Norges eneste kommune med sydsamisk som et av sine officielle sprog. Næsten halvdelen af kommunen udgør nationalparken Blåfjella-Skjækerfjella nationalpark.  Halvparten af de omkring 2.000 indbyggere bor i kommunecenteret.

## Stednavnet
Norske stednavne blev iblandt fejltolket af danske skrivere, som nedskrev navnet Snåsa som "Sneaasen". Den egentlige betydning kommer fra norrønt snǫs med betydningen "hvast fremspringende bjerg",  nok som henvisning til Bergsåsens karakteristiske profil. Snåsa ligger nær det geografiske midtpunkt i Norge, derfor har bygden fået kaldenavnet "Norges navle". 
Snåsingerne snakker nordtrønderdialekt, hvor "jeg" hedder i.

## Geografi
Snåsa er geografisk knyttet til Innherred; Snåsavatnet løber sydvestover gennem Byaelva og Ogna, og løber ud i Trondheimsfjorden ved Steinkjer. Byaelva er kendt som en god lakseelv;  men laksen går ikke helt op til Snåsa. 
Snåsa er rig på naturresourcer, som udgør grundlaget for beskæftigelse og bosætning. Vigtige erhverv er jord- og skovbrug, rendrift, træbearbejdende industri, stenindustri og tørveindustri. Der er to græsningsområder for rensdyr: Luru og Skjækerfjell. 
Flere plantearter har sit nordligste voksested i Snåsa, såsom fruesko.
Bergsåsen har en kalkrig jordbund, og der vokser flere steder den største og flotteste af de nordiske orkidéer; fruesko (Cypripedium Calceolus). Der er påvist yderligere 15 forskellige orkidéarter på Bergsåsen. Snåsas kommunevåben viser denne orkidé forgyldt med blå baggrund. I Snåsa er planten en midsommer-attraktion som kommunens indbyggere er stolte af at kunne vise frem til besøgende. Alt planteliv på Bergsåsen er fredet.

### Søer
Det er over 2.500 fiskevande i kommunen. Noen av disse er:
- Andorsjøen
- Snåsavatnet
- Store Øyingen

### Elve
- Granaelva
- Jørstadelva

## Samfund
Omtrent halvdelen af indbyggerne bor i kommunecenteret Snåsa, som ligger ved den nordøstlige ende af Snåsavatnet, som er den sjette største sø i Norge. Andre småbyer er Jørstad og Agle.
Både Europavej 6 og Nordlandsbanen går gennem kommunen. Jernbanestationen i Snåsa blev åbnet i 1926, og på samme tid ophørte persontrafikken med dampskib på Snåsavatnet.
Snåsa kommune samarbejder med Grong, Høylandet, Lierne, Namsskogan og Røyrvik kommuner i Indre Namdal Regionråd.

## Historie
Fra 1837 omfattede Snåsa formandskabsdistrikt også Lierne. Snåsa blev delt og Lierne skilt ud som selvstændig kommune 1. januar 1874. Snåsa havde på dette tidspunkt 2.235 indbyggere.

### Seværdigheder
- Saemien Sijte. Den sydsamiske kulturs område strækker sig fra Saltfjellet i nord til Engerdal i syd. Saemien Sijte er centrum for denne kultur. Her ligger et museum med udstillinger af gamle genstande og moderne håndarbejde. Ude er der eksempler på traditionel boligbygning. [8]
- Snåsa kirke er en stenkirke, hvor de ældste dele er fra det 13. århundrede.
- Megard kirkested er tilknyttet en helligkilde viet til kong Olav den hellige. Vand fra kilden skal have haft helbredende virkning.
- Snåsa bygdemuseum ligger i Viosen nær Snåsa centrum.
- Husmandspladsen Sandmoen er fredet og tilrettelagt som museum.
- Bergsåsen naturreservat er en markeret kalkryg som ligger centralt i Snåsa. Der er lavet en natursti i området. Området har flere kulturminder, men er mest kendt for sin store og mangfoldige flora, især de mange orkidéer. [9]
- Blåfjella-Skjækerfjella nationalpark blev etableret i 2004, og inkluderer den tidligere Gressåmoen nationalpark.
- Finsås har botaniske seværdigheder og et skovmuseum.